# Distrito de Gulou (Nanquim)
O Distrito de Gulou (chinês tradicional: 鼓樓區, chinês simplificado: 鼓楼区, pinyin: Gǔlóu qū) é um dos 11 distritos de Nanquim, e capital da província de Jiangsu na China.
Deve o seu nome à Drum Tower de Nanquim (chinês tradicional: 鼓楼, traduzido literalmente Gulou).